# Децим Юний Пет
Децим Юний Пет (на латински: Decimus Iunius Paetus) е политик и сенатор на Римската империя през 2 век.
През 127 г. той е суфектконсул заедно с Публий Тулий Варон.